# Яшкульський район
Яшкульський район (рос. Яшкульский район) — адміністративна одиниця Республіки Калмикія Російської Федерації.
Адміністративний центр — селище Яшкуль.

## Адміністративний поділ
До складу району входять 12 сільських поселень:
1. Гашунське, центр — селище Гашун. Об'єднує селища Гашун, Ревдольган, Улан-Зуух, Хогн і Ермелі
2. Елвгинське, центр — сел. Елвг
3. Молодьожненське, центр — сел. Молодьожний. Об'єднує селища Молодьожний, Передовой, Піонерський, Свободний і Улан Туг
4. Привольненське, центр — сел. Привольний
5. Тавнгашунське, центр — сел. Тавн-Гашун. Об'єднує селища Тавн-Гашун, Теєгін Герл і Харгата
6. Уланергинське, центр — сел. Улан Ерге. Об'єднує селища Дружний, Кьок-Нур і Улан Ерге
7. Уттинське, центр — сел. Утта
8. Хартолгинське, центр — сел. Хар-Толга
9. Хулхутинське, центр — сел. Хулхута. Об'єднує селища Ацан-Худук, Рассвєт, Степной і Хулхута
10. Цаган-Уснське, центр — сел. Цаган-Усн. Об'єднує селища Партизанський і Цаган-Усн
11. Чилгірське, центр — сел. Чилгір. Об'єднує селища Зюнгар, Ніїцян, Чилгір і Шарва.
12. Яшкульське, центр — сел. Яшкуль. Об'єднує селища Яшкуль і Олінг

## Відомі особистості
У районі народився:
- Няямн Джукаєв (1921—1997) — калмицький рапсод.
- Леджінов Церен Леджіновіч (1910—1942) — калмицький поет.